# Liste der Monuments historiques in Saint-Broladre
Die Liste der Monuments historiques in Saint-Broladre führt die Monuments historiques in der französischen Gemeinde Saint-Broladre auf.

## Liste der Bauwerke
| Bezeichnung      | Beschreibung | Standort | Kennzeichnung | Schutzstatus | Datum | Bild           |
| ---------------- | ------------ | -------- | ------------- | ------------ | ----- | -------------- |
| Champ des Tombes |              | (Lage)   | PA00090765    | Inscrit      | 1966  | weitere Bilder |

## Liste der Objekte
| Bezeichnung | Beschreibung | Standort                        | Kennzeichnung | Schutzstatus | Datum | Bild |
| ----------- | ------------ | ------------------------------- | ------------- | ------------ | ----- | ---- |
| Glocke      | Bronze, 1698 | in der Kirche St-Brandan (Lage) | PM35000897    | Classé       | 1919  |      |